# جون شابمان أندرو
جون شابمان أندرو (بالإنجليزية: John Chapman Andrew)‏ هو فلاح وسياسي نيوزلندي، ولد في 9 مارس 1822 في المملكة المتحدة، وتوفي في 7 ديسمبر 1907 في نيوزيلندا. انتخب عضو مجلس النواب النيوزيلندي.